# Eu e o Quarteto Apavorante
Eu e o Quarteto Apavorante é um desenho animado brasileiro produzido pela Zoe Films  e veiculado pela TV Rá-Tim-Bum. Foi uma das primeiras produções originais do canal depois de 2 anos, já que o canal, fazia outras temporadas e spin-offs de desenhos animados nesse meio tempo. A primeira temporada estreou em 6 de abril de 2013 , enquanto que a segunda temporada estreou em 8 de março de 2014 .

## Enredo
Macarrão, um típico adolescente descolado, que curte andar de skate e vai à escola por pura obrigação, sai em busca de um bico e dá de cara com seu Gregório, um simpático zelador de um teatro, fã de música erudita. Não é o gênero musical que Macarrão gosta – para ele, música é sinônimo de rock e de Ratones – mas desse choque de interesses nasce o desejo no jovem skatista e no culto fantasma, de conhecer outros gêneros musicais. E quem vai conduzir esses dois amantes da música por universos e estilos musicais diferentes é o Quarteto Apavorante, formados por quatro divertidos músicos fantasmas que sabem sobre rock, blues, jazz, funk, música erudita, música caipira, entre outros.

## Personagens
- Macarrão - É o protagonista da série. Ele é um adolescente que curte andar de skate, não gosta de ir a escola, mas vai por obrigação, sempre tira notas baixas, sonha em ter uma banda de rock e ser um guitarrista. Tem uma paixão por rock, sendo sua banda favorita, os Ratones (uma paródia dos Ramones). À procura de um emprego, ele foi parar num teatro abandonado, onde vivem um grupo de fantasmas que mostram ao skatista que música não é só rock. A princípio, ele se assustou com os fantasmas, mas logo depois, ele se acostumou com eles, e viraram grande amigos. Em sua camisa está o símbolo dos Ratones, sua banda favorita.

- Cueca - É o melhor amigo de Macarrão. Ele possui um cabelo mais comprido que o amigo, o que impossibilita de ver seus olhos. Ele morre de medo de fantasmas, e quando vai com Macarrão até o teatro, sempre se esconde quando vê os fantasmas de lá. Em sua camisa tem o símbolo de uma caveira.

- Seu Gregório - É um zelador-fantasma amigo de Macarrão e mora há vários anos no teatro. Aparenta ser um senhor de meia idade e curte música clássica. Não gosta muito do rock de Macarrão. É um fantasma verde e que pode se transformar em um Morto-vivo e voltar a ser fantasma quando quiser.

- O Quarteto Apavorante - São um quarteto de fantasmas músicos que conhecem todos os tipos de músicas e estão sempre ensaiando. Graças a eles, Macarrão conhece novos gêneros de música.

- Melvis - É a melhor amiga de Macarrão. Só aparece na segunda temporada. Tem o mesmo estilo descolado de Macarrão, mas não deixa de lado o seu lado feminino. Ela demonstra ter uma certa queda por Macarrão.

## Elenco
- Yuri Chesman: Macarrão e dois fantasmas do Quarteto Apavorante

- Nestor Chiesse: Cueca, Seu Gregório, e os outros dois fantasmas do Quarteto Apavorante

- Melissa Garcia: Melvis

## Curiosidades
O dublador Nestor Chiesse tambem faz a voz do Geninho, de Isso Disso, e a voz do T.A.T.U, de T.R.EX.C.I.